# Malkiya Club
Der Malkiya Club (arabisch نادي المالكية, DMG Nādī l-Mālikīya) ist ein bahrainischer Fußballklub aus al-Mālikīya.

## Geschichte
Der Klub wurde im Jahr 1968 gegründet und krönte sich erstmals in der Saison 2016/17 zum Meister der Bahraini Premier League.

## Stadion
Der Verein trägt seine Heimspiele im Khalifa Sports City Stadium in Madinat Isa aus. Das Stadion hat ein Fassungsvermögen von 20.000 Personen.

## Erfolge
- Bahrainischer Meister: 2017

## Trainer
| Trainer                | von              | bis           |
| ---------------------- | ---------------- | ------------- |
| Adel Khudhair          | 1. Juli 2003     | 30. Juni 2004 |
| Ahmed Refaat           | 3. August 2005   | 30. Juni 2006 |
| Adel Khudhair          | 1. Juli 2009     | 30. Juni 2010 |
| Ahmed Saleh Al-Dakheel | 12. Oktober 2014 | 30. Juni 2018 |
| Hesham Al-Mahoozi      | 22. Juni 2024    |               |